# COGOG

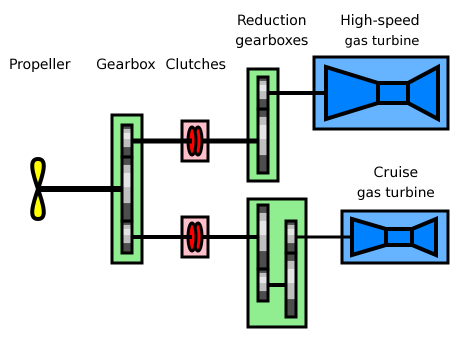
Schéma zapojení systému COGOG

COGOG (anglická zkratka za Combined gas or gas) je kombinovaný námořní pohonný systém, který využívá kombinace dvou plynových turbín pro optimalizaci spotřeby a výkonu. Na rozdíl od systému COGAG je využita jednodušší (a levnější) převodovka, která neumožňuje současné zapojení obou  turbín.
Plynové turbíny mají největší účinnost, když běží naplno – z pohledu spotřebovaného paliva je tedy neekonomické, aby turbína běžela dlouhodobě například na 50 %. S rostoucím výkonem turbín ale roste spotřeba paliva (na hodinu provozu). COGOG proto kombinuje jednu plynovou turbínu s velkým výkonem (např. 20 MW Rolls-Royce Olympus TM3B) pro dosažení maximální rychlosti a jednu plynovou turbínu s menším výkonem (např. 3,6 MW Rolls-Royce Tyne RM1C) pro ekonomickou plavbu cestovní rychlostí. Obě turbíny jsou spojkou propojeny s jednoduchou převodovkou, která umožňuje přenos točivého momentu (vždy ale jen jedné turbíny) na lodní hřídel. Koncepce COGOG je oproti koncepci COGAG konstrukčně jednodušší, ale pro dosažení stejného maximálního výkonu (stejné rychlosti) potřebuje výkonnější hlavní turbínu.
Prvním plavidlem Royal Navy se systémem COGOG se stala fregata typu 14 HMS Exmouth (F84), na kterou byl systém experimentálně instalován v roce 1966.